# José Siles Artés
José Siles Artés (Garrucha, Almería, 1930) es un profesor, traductor y escritor 
español.

## Biografía
José Siles Artés (Garrucha, Almería, 1930) ha publicado novela, relato corto, poesía, traducción de poesía y artículos, más varias obras de carácter didáctico; y también ha sido editor. Fue camarero en Inglaterra, guía de turismo en España e intérprete en EE. UU. Se licenció en filología inglesa por la Universidad Complutense de Madrid, por la que también es doctor. Enseñó español en la Universidad Internacional Menéndez Pelayo y en la de Nottingham. Posteriormente, como catedrático de lengua inglesa, ejerció la enseñanza secundaria y, mayormente, la formación de profesorado en escuelas universitarias. Ha dado conferencias en diversas instituciones y participa en la actividad cultural del Ateneo de Madrid, del que es socio desde 1957. Es hermano del novelista Manuel Siles (1921-1984).

## Estilo
Moncho Alpuente ha dicho, en su Prólogo a Poemas de Madrid, que este libro "bebe de las dos fuentes manantiales, del secreto saber que impregna los vetustos muros del Ateneo y de la bulliciosa corriente del arroyo callejero. Las dos fuentes confluyen en este remanso que refleja a la ciudad, lago tranquilo que surca, con venturoso rumbo, el barco de papel de José Siles”.
Enrique Alcaraz, en su reseña a Poesía angloamericana. Antología Bilingüe, hace el siguiente comentario : “If I were an American reviewer I would probable close my assesment with a complimentary sentence stating that this book is worth more than its price. I would add my admiration for Siles’s mastery of both languages and distinguished sensitivity, and for his masterly dexterity in turning the complex and intricate into easy, and accessible things.
Pilar Quirosa valora así La Palmera del Malecón: “La personificación de un elemento vivo de la naturaleza, como es esta singular y alta palmera (La Palmera del Malecón), entrañable desde el primer instante en que toma corpus de personaje activo, protagoniza cien años de historia y de vivencias, una narración intensa, tremendamente sugerente y descriptiva, que nos llama a participar del asombro cotidiano”.

## Obras
Narrativa': Niño al acabar la Guerra Civil, ha escrito sobre la posguerra, la cual refleja en cuatro novelas: ''Los tranvías de Granada (1998 primera edición; 1999 segunda edición), Paseo del Príncipe (1999), Marinos y Marineros y Garrucha. Estampas sobre la Guerra Civil y la Posguerra (2001). Anteriormente había publicado el libro de cuentos, Umbrales (1963) y las novelas, La urna lacrada (Historia de unas oposiciones) (1980), Spain is different (1994) e Historias del Ateneo (2019).  
Poesía: Papeles palabras (1972), Poemas de Madrid (1986), Coplas del Río de Aguas (1991) y Cantares de Almería (1993).
Poema en prosa: Diario de un veraneante insomne (2003), Diario de un poeta de café (2004), Diario de un poeta sin remedio (2005) y La palmera del Malecón (2008).
Humor: Typical catalán (Guía para castellanoparlantes) (1981)
Tesis Doctoral: El arte de la novela pastoril (1972).
Traducción: El mundo vivo de Shakespeare, de John Wain (1967), Poesía inglesa. Antología bilingüe (1979), La balada del marinero de antaño, de Samuel Taylor Coleridge (1981), El prólogo de los cuentos de Canterbury, de Geoffrey Chaucer (1983),  Poesía Inglesa y Norteamericana (1390-1943). Antología Bilingüe (2019), El Cuervo, de Edgar Allan Poe (2010) y las Odas (2012) de John Keats.  
Memorias:
Al pie de la Alcazaba (1943-1950) (2012) y Al pie de la Alcazaba (1939-1950). Ampliado con Desde el Malecón (1939-1943) (2014)  .